# Minčol (Oravská Magura, 1139 m)
Minčol (1139,3 m n. m.) je nevýrazný vrch v hřebeni Oravské Magury, severně od stejnojmenného a nejvyššího vrchu pohoří. Nachází se mezi Minčolem a Paráčem, nad zázrivskou osadou Havrania. Částečně lysý vrchol poskytuje omezené výhledy.

## Přístup
- po žlutě značené turistické trase ze Zázrivé, z osady Havrania
- po modře značené turistické trase z Kubínské hole nebo z vrchu Paráč